# Maximilien-François Detry
Pour les articles homonymes, voir Detry.
 (avril 2016).
Maximilien-François Detry, né à Saint-Amand-lez-Fleurus le 23 mai 1806 où il est mort le 14 novembre 1872, est un conseiller provincial du Hainaut, membre du Conseil supérieur de l'agriculture de cette province,

## Biographie
Maximilien Detry appartient à une famille namuroise ancienne, autrefois de Try, qui compte plusieurs personnalités parmi lesquelles Jules Detry (1846-1919), ingénieur ULg, inventeur et directeur-administrateur de verreries, René-François Detry (1881-1945), chef de cabinet de plusieurs ministres et président-fondateur en 1934 de la Loterie alors coloniale, aujourd’hui nationale, Arsène Detry (1897-1981), artiste peintre et ami de Paul Delvaux et de Magritte, Marcel Detry (1879-1972), chirurgien et Résistant aux côtés d'Edith Cavell ou Ernest Detry dit de Try (1881-1960), journaliste, inventeur, fondateur de journaux et entrepreneur colonial.
Fils d’un important fermier-propriétaire à Saint-Amand-lez-Fleurus, par ailleurs premier magistrat de sa commune pendant 40 ans, Maximilien Detry suit les cours des collèges de Wavre et de Nivelles et, sans doute, mais la chose n’est pas avérée, du Collège de Fleurus crée en 1819. Il se consacre non seulement à l’agriculture, mais s’investit dans la chose publique, en tant que bourgmestre libéral de sa commune et comme conseiller provincial du Hainaut. À la tête de la commune dès 1830 à la suite immédiate de son père, il est attentif aux choses de la terre mais souhaite rappeler en 1837 les efforts consentis par la Commune pour favoriser l’enseignement « si négligé autrefois ». Il insiste auprès des membres du bureau de bienfaisance, rappelant qu’ils doivent conseiller aux familles indigentes d’envoyer avec plus de régularité leurs enfants à l’école, « le seul moyen pour elles de leur faire une place dans la société »[réf. nécessaire]. Il veille aussi aux finances de la commune, n’hésitant pas dans le cadre de travaux communs avec la ville de Fleurus à lui réclamer monnaie sonnante et trébuchante. Sensible à la pauvreté de certains de ses concitoyens, il obtient en 1847 un subside exceptionnel pour le bureau de bienfaisance « afin d’y puiser un secours en faveur des classes nécessiteuses dont l’état de détresse est devenu insupportable »[réf. nécessaire]. La même année, le conseil vote favorablement pour l’installation d’une Justice de paix à Fleurus.
Le 26 avril 1856, les ministres de la Justice Alphonse Nothomb, et de l'Intérieur, Pierre de Decker, prennent un arrêté ministériel en vue de nommer, par province, les membres de la Commission spéciale chargée de recueillir les éléments destinés à la révision de la législation rurale. Ce sont de grands agriculteurs ou propriétaires qui en font partie. Maximilien Detry y siège aux côtés des barons d'Huart et de Viron, du commissaire d'arrondissement d'Arlon Jean-Pierre Nothomb, de Charles de Pitteurs Hiégaerts, propriétaire à Ordange, du substitut de Villegas, des bourgmestres van Havre, de Geradon ou della Faille d'Huysse. En mars 1857, il est désigné comme membre de la Commission du canton de Gosselies chargée de l'expertise des taureaux. Entre-temps, il est devenu aussi conseiller provincial et lors de la séance du 18 juillet 1848, le président du Conseil, M. Dequanter, doyen d’âge, se plaît à souligner « que le Conseil provincial a acquis des titres incontestables à la reconnaissance publique par les très nombreuses institutions et les améliorations de toute nature dont il doté la Province durant la dernière période décennale. Tous les intérêts, tous les besoins, toutes les souffrances ont constamment trouvé au sein de cette honorable assemblée un appui éclairé, une sage protection, une vive et efficace sympathie. Il suffit de songer en effet, à l’amélioration notoire des routes, à l’ouverture de l’École provinciale des Mines à Mons, à l’École d’arts et métiers de Tournai, à l’Institut ophtalmique, à diverses caisses de retraite, à l’enseignement primaire, à la réparation et la construction d’édifices du culte… »[réf. nécessaire].
Des commissions au sein desquelles les affaires seront examinées sont formées, et Maximilien Detry se trouve dans la première, composée de MM. Bacquin, Cossée, Defuisseaux, Deghouy, de la Roche, de Robiano, Ducelliez, Manfroy et Nève. La commission à laquelle il appartient est plus particulièrement chargée d’analyser les causes locales de la misère et les moyens d’y remédier. Les sujets abordés au Conseil provincial sont variés, allant du déficit à combler dans le budget de l'École d'Arts et Métiers de Tournai au transfert « d'insensés de la Province à l'établissement Saint-Dominique, dirigé à Bruges par le docteur Beeckmans »[réf. nécessaire], en passant par le soutien que pourrait apporter la Province à un établissement de colonisation fondé au Mexique et principalement destiné aux émigrants de Belgique.
L’agriculture est un point tout particulier d’attention pour Maximilien Detry qui sait de quoi il parle. Le 1er juillet 1856, le gouverneur ouvre la séance du Conseil en se félicitant de l'essor de l'industrie dans le Hainaut. La production de la houille dans cette seule province a été au cours de l'année écoulée supérieure à celle de toutes les mines de houille de France réunies. L'industrie métallurgique connaît une situation analogue. « Le concours de circonstances favorables agissant non seulement sur la production et sur la consommation, profite à la fois aux exploitants et aux capitaux mais aussi aux travailleurs qui en retirent leur part légitime » se plaît à souligner le gouverneur[réf. nécessaire]. Il poursuit en précisant que l'industrie du tapis et du sucre se sont relevées même si la verrerie et la bonneterie sont, elles, plus mal en point. Toutefois la richesse du Hainaut n'a pas manqué de le faire représenter sous différents arts à l'Exposition universelle de Paris, où de très nombreuses médailles ont été remportées. Parmi les enfants de Maximilien Detry, l’un est médecin, et deux autres, Jules et Jean-Baptiste Detry, sont ingénieurs, s’intéressant tous trois à la politique. Aussi le champ d’action du conseiller provincial est-il ouvert et large.
Lors de la rentrée de 1857, le Gouverneur se félicite à nouveau de la bonne santé de la Province. Non seulement la vente de houille s'est maintenue, comme celle de la métallurgie, mais d'autres activités sont des plus prospères : la clouterie, la verrerie, la fabrication des glaces, celle des tapis notamment. La filature de laine et la bonneterie se sont relevées et des industries nouvelles sont prometteuses. Ainsi entre autres la fabrication des tapis imprimés sur chaîne, les impressions sur coton et laine, ainsi que l'industrie du sucre. Seul bémol à cette prospérité, la diminution des distilleries et des industries de produits chimiques, entravées dans leur épanouissement par la mise en exécution de prescriptions de salubrité publique ordonnées par le gouvernement . En juillet 1858, la Députation permanente est invitée à formuler les conditions d'un concours entre tous les architectes, pour la présentation de plans types de maisons communales de chef-lieu de canton, de communes importantes et de petites communes.

### La Commission provinciale d'agriculture et le libéralisme: deux challenges en un
Si Maximilien Detry défend la cause libérale pour le canton dont il est qualifié de « l'une des colonnes de l'Association libérale »[réf. nécessaire] en 1862, il perd son siège « car l'opinion conservatrice vient de remporter un succès considérable dans les élections provinciales qui ont eu lieu à Seneffe, Fontaine-l'Evêque et à Gosselies (...). Le parti libéral n'a pu faire passer qu'un seul de ses candidats, M. Demoriamé, candidat sortant pour Gosselies, dont la réélection n'était pas combattue »[réf. nécessaire]. Fermier avant tout, il fait partie des quelques cultivateurs importants qui représentent la province du Hainaut au sein de la Commission provinciale d'agriculture. Chaque province compte une commission composée des principaux cultivateurs et agronomes, ainsi que d'un médecin vétérinaire. Celle du Hainaut est présidée par A. du Roy de Blicquy et veille, comme ses consœurs, à contribuer à l'amélioration et au progrès de l'industrie agricole au sein du territoire défini. Chaque année un rapport est adressé au gouvernement, avant la fin février, via le gouverneur, et outre le point sur les rendements de l'année écoulée, une situation précise est faite sur le respect des lois et règlements en vigueur et sur toute amélioration souhaitée. Son engagement pour la cause libérale est entier et membre du Comité libéral cantonal de Gosselies, il y siège comme membre auprès de son cousin, Joseph Lefevre, bourgmestre de Fleurus qui en est président.

### Le chant du cygne
Mais l'état de santé de Maximilien Detry se dégrade et, alors qu’il est toujours très fidèle aux conseils communaux, il en est régulièrement absent en 1871 et 1872. En janvier de cette année là, son état de santé lui impose de démissionner, la mort dans l'âme, de sa fonction de membre de la Commission d'Agriculture du Hainaut, et il est remplacé par son cousin François Squilbeck qui assure aussi la fonction de président de la Société agricole de Fleurus dont Maximilien Detry est président d'honneur. Son fils Jean-Baptiste Detry, est installé conseiller communal à Saint-Amand en 1872. Il reste en place huit ans et démissionne lors de la séance du 15 juin 1880, mais devient à son tour conseiller provincial du Hainaut. Le 2 septembre 1872 succède à Maximilien Detry comme bourgmestre de Saint-Amand, son neveu Alphonse Houtain, fils de sa sœur Marie-Catherine Detry.

### Des regrets unanimes
À la suite de ses funérailles c'est une relation beaucoup plus longue qui lui est alors consacrée :

« Messieurs, l'impitoyable mort a frappé un grand coup. Maximilien-François Detry n'est plus. 
La présence de cette foule émue et recueillie autour de ses restes mortels est un témoignage éclatant de l'estime et de la sympathie qu'il savait inspirer à tous ceux qui l'approchaient. Sa longue carrière ne fut qu'une suite non interrompue de services rendus à la chose publique ; jamais il ne chercha d'autre récompense que la satisfaction intime du devoir accompli. Né en 1805, François-Maximilien Detry suivit tout jeune encore, les cours du collège de Wavre et de Nivelles, où il remporta les plus brillants succès. Revenu à Saint-Amand, il consacra ses soins et intelligence à l'exploitation d'une des principales fermes du pays et aux intérêts de ses concitoyens. Nommé conseiller communal en 1830, il est la même année investi des fonctions de bourgmestre. Placé à la tête de la commune, et connaissant la toute haute importance d'une bonne éducation, il fit bâtir des écoles pour les deux sexes. En outre il s'attacha d'une manière toute spéciale à l'entretien et à l'amélioration des chemins, persuadé que c'était le moyen le plus sûr de favoriser l'industrie agricole. Ses qualités, considéré comme homme privé, ses aptitudes comme administrateur, ses grandes connaissances en agriculture engagèrent les électeurs du canton de Gosselies à lui conférer le mandat de conseiller provincial. À partir de 1843, il siégea pendant quatre sessions consécutives au Conseil provincial du Hainaut, où il fut l'un des défenseurs les plus zélés des convaincus des intérêts agricoles. Par arrêté royal du 3 mars 1848, le comice du district du Hainaut fut établi. Il compta parmi les membres les plus assidus. Malgré les avantages que pouvait offrir cette utile institution, les efforts combinés des autorités administratives de quelques hommes dévoués, vinrent se briser sur l'indifférence obstinée des cultivateurs. Un arrêté royal du 13 février 1858 l'appela au sein de la commission provinciale d'agriculture du Hainaut ; dans ses nouvelles et importantes fonctions, il se distingua par son esprit d'initiative et ses grandes capacités. Les différentes positions qu'il occupait, les soins qu'exigeaient la direction de ses affaires, ne suffisant plus à l'activité de cet infatigable travailleur, il résolut de réorganiser le comice du 9e district du Hainaut. À cet effet, en 1860, il invita tous les agriculteurs à se réunir à Fleurus, pour fonder une société. Chose étonnante, ces cultivateurs qui étaient restés sourds aux sollicitations du gouverneur de la Province, qui n'avaient pas attendus les appels du commissaire d'arrondissement, accourent en foule à la voix de Detry. C'est qu'il était considéré comme un homme supérieur. Élu président, toujours modeste, il refusa et fut nommé président d'honneur par acclamations. C’est vous dire, Messieurs, que Detry fut le type de l’homme probe et désintéressé, du magistrat intègre et dévoué, de l'agronome actif et intelligent. Miné par la maladie, il a vu arriver la mort d’un œil calme et serein. Il ne la craignait pas. Il s’est éteint doucement, entouré de sa famille qui voulait encore calmer ses douleurs. Son noble cœur a cessé de battre. Detry est mort et la croix d'honneur n'a pas brillé sur sa poitrine. Il était trop modeste, il détestait l'intrigue, il éprouvait le plus profond mépris pour la soudaine ostentation. Au seuil de l'éternité, cher et honoré président, reçois le dernier adieu de tous ceux qui t’ont connu. Adieu, Detry, adieu. »